# Мятная кора
Мятная кора или же Шоколадная мятная кора (англ. Peppermint bark или Chocolate peppermint bark) — популярное в Америке и Европе шоколадное кондитерское изделие. Как правило, оно состоит из кусочков мятных конфет, таких как карамельные трости, залитых шоколадом, чаще всего в белым поверх тёмного. Однако мятной корой может называться любой шоколад с кусочками мятных леденцов. Нередко подобное сочетание вкусов используется как начинка.
Она популярна в США в сезон зимних праздников, особенно в период Рождества и Нового года. Самые известные производители Williams Sonoma, Mars, Hershey's, Ghirardelli. 
В Соединённых Штатах мятные пастилки также продаётся некоторыми отрядами девочек-скаутов как часть расширенного ассортимента товаров, кроме печенья.

## Состав и приготовление
В рецепте мятной коры мало ингредиентов: требуется только шоколад и мятные леденцы. В некоторых рецептах иногда добавляют ароматизатор перечной мяты. Мятные конфеты можно заменить карамельной тростью. Конфеты разбивают или крошат, а шоколад растапливают. Шоколад с дроблёной карамелью выливают на противень, затем отправляют застывать. Готовую сладость делят на порционные кусочки.

## Вариации
Варианты мятной коры могут включать двухцветный слоистый тип, в котором нижний слой тёмного шоколада покрыт белым шоколадом, а сверху слой измельчённых карамельных конфет. 
В десерт могут добавляться другие добавки, ароматизаторы или текстуры, например крекеры.
Также Jelly Belly продаёт смесь своего тёмного шоколада и мармеладных бобов из леденцов как «Смесь конфет мятной коры».

## История
Как и про многие другие предметы поп-культуры, трудно точно сказать, кто изобрёл это праздничное угощение. Согласно Mental Floss, это относится как минимум к 1960-м годам. В St. Petersburg Times была реклама мятной коры в газете от 12 сентября 1966 года.
Williams Sonoma сделали мятную кору популярной. Согласно Delish, в 1998 году Чак Уильямс попросил команду из трёх маркетологов придумать ностальгическое праздничное угощение, которое будет пользоваться успехом.